# Tungurahua (province)
Tungurahua est une province de l'Équateur. Sa capitale est Ambato. Le volcan Tungurahua, en activité, est situé dans cette province, dans le canton de Baños.

## Découpage territorial
La province est divisée en neuf cantons :

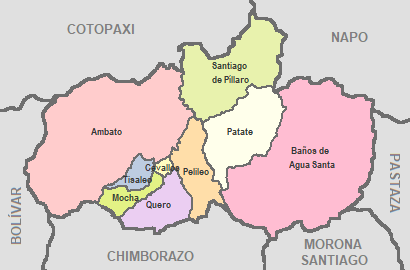
Les cantons de la province de Tungurahua.

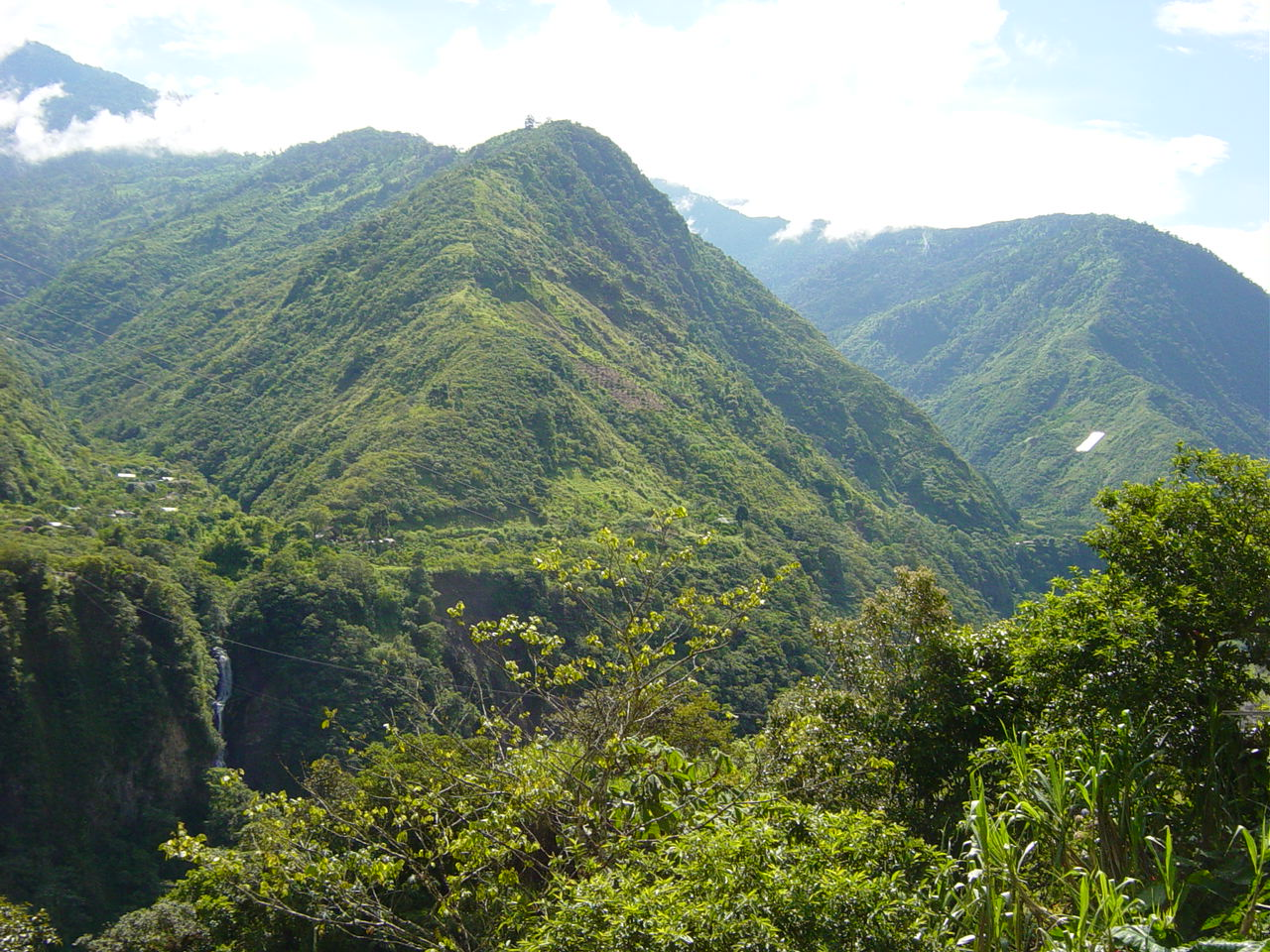
Paysage près de Baños

| Canton              | Superficie (km2) | Population (2010) | Densité (hab./km2) | Chef-lieu            |
| ------------------- | ---------------- | ----------------- | ------------------ | -------------------- |
| Ambato              | 1 009            | 329 856           | 326,9              | Ambato               |
| Baños de Agua Santa | 1 065            | 20 018            | 18,8               | Baños                |
| Cevallos            | 19               | 8 163             | 429,6              | Cevallos             |
| Mocha               | 86               | 6 777             | 78,8               | Mocha                |
| Patate              | 315              | 13 497            | 42,8               | Patate               |
| Pelileo             | 202              | 56 573            | 280,1              | San Pedro de Pelileo |
| Píllaro             | 443              | 38 357            | 86,6               | Santiago de Píllaro  |
| Quero               | 173              | 19 205            | 111                | Quero                |
| Tisaleo             | 60               | 12 137            | 202,3              | Tisaleo              |